# Crotalaria paraspartea
Crotalaria paraspartea är en ärtväxtart som beskrevs av Roger Marcus Polhill. Crotalaria paraspartea ingår i släktet sunnhampor, och familjen ärtväxter. Inga underarter finns listade i Catalogue of Life.